# Guillermo Soberón Acevedo
Guillermo Soberón Acevedo (Iguala, Guerrero; 29 de diciembre de 1925 - Cuernavaca, Morelos, 12 de octubre de 2020) fue un médico, químico, académico y político mexicano. Fue rector de la Universidad Nacional Autónoma de México (UNAM) y secretario de Salud.

## Semblanza biográfica
Se tituló como médico cirujano en la Universidad Nacional Autónoma de México (UNAM) en 1949 y se doctoró en química fisiológica en la Universidad de Wisconsin, en los Estados Unidos, en 1956. A su regreso, creó un departamento de bioquímica en el que hoy se conoce con el nombre de Instituto Nacional de Ciencias Médicas y Nutrición “Salvador Zubirán”, donde trabajó como investigador (1956-1965).
En la UNAM, fue director del Instituto de Investigaciones Biomédicas (1965-1970) y titular de la Coordinación de la Investigación Científica (1971-1972). Fue rector de la UNAM durante 2 periodos (3 de enero de 1973 al 3 de enero de 1977 y de esa fecha al 2 de enero de 1981). En la administración pública, ocupó el cargo de coordinador de los Servicios de Salud de la Presidencia de la República (1981-1982), donde preparó un amplio programa que llevó a la práctica, ya siendo secretario de Salud (1982-1988). En esta responsabilidad, condujo la reforma llamada “del cambio estructural” por su profundidad y amplitud. Además, promovió la descentralización de los servicios de salud en el país, junto con otras medidas de modernización del sistema que aún perduran.[cita requerida]
Como secretario de Salud, en la década de 1980 participó en el movimiento promotor de la inclusión del derecho a la protección de la salud en el artículo cuarto de la Constitución Política de los Estados Unidos Mexicanos. Asimismo, enfrentó tres grandes contingencias:
- La irrupción del VIH/SIDA: al conocerse la naturaleza de la infección, llevó a cabo uno de los primeros programas mundiales de prevención, incluyendo el uso del condón, la estricta regulación en el empleo de la sangre humana y una estrecha vigilancia de los principales factores de transmisión.
- Los terremotos de 1985: se intensificó la coordinación de las instituciones de salud y la pronta restauración de los servicios afectados, mediante la construcción de seis hospitales generales de 144 camas y uno de especialidad de cuatrocientas.
- El ingreso de leche contaminada con radioactividad por el accidente nuclear de Chernobyl, acaecido el 26 de abril de 1986. Sobre este caso estableció rígidos controles para dar seguimiento, controlar y recuperar el producto contaminado y sus posibles derivados,[cita requerida] se prohibió su consumo a nivel nacional y se realizaron gestiones para retornarlo al país de origen.

En julio de 1986, el exsubsecretario de Relaciones Exteriores, Alfonso de Rozental Díaz, envió a Guillermo Soberón Acevedo el oficio núm. 33344, en el que se explicaba que la adquisición de la leche de la empresa irlandesa Irish Dairy Boar (contaminada por radioactividad desprendida de la planta nucleoeléctrica de Chernobyl) representaría graves riesgos para la salud de los mexicanos, por lo que su distribución en México podría traer consecuencias graves para la salud pública. A falta de una actuación institucional oportuna, la leche contaminada con altos contenidos de radioactividad se distribuyó en todo el país por la Compañía Nacional de Subsistencias Populares (Conasupo). Puede ser consecuencia de su consumo que aumentó la incidencia de cáncer infantil en una década. "La incidencia de cáncer infantil aumentó 300 por ciento en la década que va de 1987 a 1997, al grado que se calcula que la afectación anual es de unos 900 niños de los cuales el 30% muere". 
Guillermo Soberón Acevedo mantuvo una amistad muy entrañable con el Muralista Mexicano Jorge Sánchez Esquivel.

## Miembro de sociedades y asociaciones
El doctor Soberón fue coordinador del Consejo Consultivo de Ciencias, órgano asesor de la Presidencia de la República en esta materia de 1988 a 1994. De 1988 a 2004 fue presidente ejecutivo de la Fundación Mexicana para la Salud A.C., organización no gubernamental que realiza programas en apoyo del sistema de salud, particularmente en el campo de la investigación, la formación de recursos humanos y la economía en salud.
Perteneció a la Sociedad Mexicana de Bioquímica, de la que fue fundador; a la Sociedad Mexicana de Ciencias Fisiológicas; a la Asociación de Médicos del Instituto Nacional de la Nutrición Salvador Zubirán y a la Academia Mexicana de Ciencias. También, de la Sociedad Bioquímica, Inglaterra; de la Sociedad Estadounidense de Químicos Biológicos, EUA; de la Academia de Ciencias de Nueva York, EUA, y de la Sociedad Química Estadounidense. Entre sus últimas obras, cabe mencionar Temas de salud (1988), Salud para todos: ¿utopía o realidad? (1989), Vericuetos en la investigación y desarrollo de vacunas (1993) (coedición de El Colegio Nacional con el Fondo de Cultura Económica) y El médico el rector (2015).
Ingresó a El Colegio Nacional el 5 de noviembre de 1981, y su conferencia inaugural fue “El sentido de la universidad”.
Fue miembro del Consejo de Honor de la Academia Mexicana de Derecho Internacional.[cita requerida]

## Premios y distinciones
- Premio de Investigación Científica de la Academia Mexicana de Ciencias en 1965.[7]
- Premio Elías Sourasky en 1968 por el Fondo de Fomento Educativo.
- Premio Luis Elizondo en 1974 por el Instituto Tecnológico de Estudios Superiores de Monterrey.
- Premio Nacional de Ciencias y Artes en el área de Ciencias Físico-Matemáticas y Naturales en 1980.[8]
- Doctor honoris causa por la Universidad Nacional Autónoma de México.
- Doctor honoris causa por la Universidad de Oviedo.
- Doctor honoris causa por la Universidad de Wisconsin.
- Doctor honoris causa por la Universidad de Salamanca.
- Doctor honoris causa por la Universidad de Tel Aviv.
- Premio Abraham Horwitz en 1991 por la Organización Panamericana de la Salud (OPS).
- Premio Tlamatini en 1998.[9]
- Doctor honoris causa en 2004, por la Universidad Autónoma del Estado de Hidalgo.[10]
- Premio Carlos Slim a la innovación en la Mejora de los Sistemas de Salud en 2008 por la Fundación Carlos Slim.[11]